# Bical
Bical (auf portugiesisch: Säuerling) ist eine autochthone Weißweinsorte aus Portugal.

## Verbreitung
Empfohlen ist ihr Anbau in den Regionen Trás-os-Montes, Beira Litoral, Beira Interior Sul, Beira Interior Norte, Alentejo und den Azoren. Zugelassen ist sie in den Bereichen Douro, Ribatejo und Oeste. Ende der 1990er Jahre betrug die bestockte Fläche ca. 1.336 Hektar.

## Ampelographische Sortenmerkmale
- Die Triebspitze ist offen. Sie ist weißwollig behaart, mit leicht karminrotem Anflug. Die Jungblätter sind leicht wollig behaart.
- Die mittelgroßen Blätter sind dreilappig und schwach gebuchtet (siehe auch den Artikel Blattform). Die Stielbucht ist geschlossen. Das Blatt ist stumpf gezahnt. Die Zähne sind im Vergleich der Rebsorten eng gesetzt.
- Die walzenförmige Traube ist mittelgroß, geschultert und lockerbeerig. Die ovalen Beeren sind klein bis mittelgroß und von nahezu weiß-gelblicher Farbe.
- Reife: früh – ca. 20 Tage nach dem Gutedel.

## Wein
Der aus der frühreifenden Sorte gekelterte Wein ist säurebetont und fruchtig. Er kann somit sowohl als Verschnittwein oder als Grundwein in Schaumweinen verwendet werden.

## Synonyme
‘Arinto De Alcobaca’, ‘Barrado Das Moscas’, ‘Bical De Bairrada’, ‘Borrado Das Moscas’, ‘Fernao Pires Do Galengo’, ‘Fernao Pires Galego’, ‘Pedro’, ‘Pintado Das Moscas’, ‘Pintado Dos Pardais’, ‘Torrontes’
Trotz des gleichlautenden Synonyms ist Bical nicht mit der Rebsorte Arinto identisch.